# Stone Flower
Stone Flower es el sexto álbum de estudio del músico brasileño Antônio Carlos Jobim. Fue grabado en marzo, abril y mayo de 1970 por Rudy Van Gelder en los estudios Van Gelder y producido por Creed Taylor.

## Lista de canciones
Todas las canciones escritas y compuestas por Antônio Carlos Jobim, excepto donde esta anotado. 
| Lado uno |                                                 |          |  |
| N.º      | Título                                          | Duración |  |
| 1.       | «Tereza My Love»                                | 4:21     |  |
| 2.       | «Children's Games»                              | 3:27     |  |
| 3.       | «Choro»                                         | 2:08     |  |
| 4.       | «Brazil (aka Aquarela do Brasil)» (Ary Barroso) | 7:22     |  |

| Lado dos |                                            |          |  |
| N.º      | Título                                     | Duración |  |
| 1.       | «Stone Flower»                             | 3:18     |  |
| 2.       | «Amparo»                                   | 3:39     |  |
| 3.       | «Andorinha»                                | 3:29     |  |
| 4.       | «God and the Devil in the Land of the Sun» | 2:21     |  |
| 5.       | «Sabiá»                                    | 3:57     |  |

- Los lados uno y dos fueron combinados como pista 1–9 en la reedición de CD.

| Bonus track (1991 Columbia Records reissue) |                           |          |  |
| N.º                                         | Título                    | Duración |  |
| 10.                                         | «Brazil» (alternate take) | 5:25     |  |

## Créditos
Créditos adaptados desde las notas del álbum.
- Antônio Carlos Jobim – piano, piano eléctrico, guitarra, voz principal (4, 9)
- Harry Lookofsky – violín (1)
- Joe Farrell – saxofón soprano (8)
- Urbie Green – trombón
- Hubert Laws  – flauta (6)
- Ron Carter – contrabajo
- João Palma – batería
- Airto Moreira – percusión
- Everaldo Ferreira – percusión
- Eumir Deodato – guitarra, arreglos[5]

## Posicionamiento
| Gráficas (1971)                | Pico de posición |
| ------------------------------ | ---------------- |
| Estados Unidos (Billboard 200) | 196              |